# Nakano (Tokio)
Nakano (中野区, Nakano-ku) is een van de 23 speciale wijken van Tokio. Nakano heeft de status van stad en noemt zich in het Engels ook Nakano City. In 2009 had de wijk  314.540 inwoners. De bevolkingsdichtheid bedroeg 20176 inw./km².  De oppervlakte van de wijk is 15,59 km².

## Geografie
Nakano wordt omgeven door vijf andere wijken van Tokio: Shinjuku, Suginami, Nerima, Shibuya en Toshima. 
De rivieren Kanda, Myosho-ji en Zenpuku-ji stromen door de wijk.

## Geschiedenis
De wijk werd opgericht op 1 oktober 1932, toen de steden Nogata en Nakano werden samengevoegd met Tokio. De wijk in zijn huidige vorm ontstond op 15 maart 1947, toen tijdens de bezetting van Japan de geallieerden Tokio administratief herindeelden.

## Universiteiten
- Shumei-universiteit
- Technische Universiteit van Tokio
- Een campus van de Universiteit van Tokio

## Geboren
- Kiyoshiro Imawano (1951–2009), acteur, componist en rockzanger
- Yoshimi Yamashita (1986), voetbalscheidsrechter (v)